# Probstalm
Die Probstalm (auch: Probstalm an den Achselköpfen) ist eine aufgelassene Alm bei Lenggries in Oberbayern. Die Alm war der Hochleger der Vorderen Fellalm, bis sie vom Probstbauern verkauft wurde.
Auf der Alm befinden sich Grenzsteine, die unter Denkmalschutz stehen und unter der Nummer D-1-73-131-60 in die Denkmalliste eingetragen sind.

## Bauten
Die ehemalige Almhütte wurde von der Alpenvereinssektion München umgebaut und wird heute als Selbstversorgerhütte genutzt. Der ehemalige Stall dient heute als Schlafraum.

## Heutige Nutzung
Die Probstalm ist aufgelassen, die Weiden werden nicht mehr bestoßen. 

## Lage
Die Probstalm befindet sich östlich der Benediktenwand zwischen Probstenwand und Achselköpfen auf einer Höhe von 1370 m ü. NHN. Die Alm liegt auf dem Gemeindegebiet von Lenggries.

## FFH-Gebiet
Die Probstalm befindet sich im FFH-Gebiet „Probstalm und Probstenwand“. Dort wurde eine Steinbockpopulation ausgewildert.